# 卡勒·基斯基宁
卡勒·基斯基宁（芬蘭語：Kalle Kiiskinen，1975年9月6日—），生于许温凯，芬兰男子冰壶运动员。他曾代表芬兰参加2006年冬季奥林匹克运动会冰壶比赛，获得一枚银牌。